# Beth Orton
Elizabeth Caroline Orton (Norfolk, 14 de diciembre de 1970) es una música británica.

## Biografía
Se trasladó al este de Londres con 14 años. Empezó en la música con Chemical Brothers y William Orbit. Más tarde también colaboraría con Beck en Midnite Vultures.
Su disco de début, Superpinkymandy, sólo se lanzó en Japón. Parte del repertorio aparece en Trailer Park, de Heavenly Records en 1996, disco que le valió dos nominaciones para los Brit awards y Mercury Music Prize en 1997. Tocó ese verano en el festival Lilith Fair y en 1999 pública Central Reservation, Brit Awards de 2000 a la mejor intérprete vocal femenina.
En 2002 editó Daybreaker y en 2003 The Other Side of Daybreak, de remixes de Daybreaker, por artistas como Roots Manuva. Sacó un álbum recopilatorio llamado Pass In Time en 2003. El 31 de marzo de 2003, tocó en el Royal Albert Hall de Londres.
Desde Central Reservation la han acompañado Ted Barnes a la guitarra, Sean Read a los teclados, Will Blanchard en la percusión y Ali Friend al bajo.
En 2001, participó en la película independiente Southlander, en la que aparecieron otros músicos como Beck y Hank Williams III. En 2015, regresó a la actuación con un papel principal en la película británica Light Years, dirigida por Esther May Campbell.
Tiene la enfermedad de Crohn, pero en los últimos años ha mejorado mucho por una dieta apropiada para estos casos.

## Discografía

### Álbumes de estudio
| Superpinkymandy                                                    | - Lanzamiento: 24 de noviembre de 1993 (JPN) - Discográfica: Toshiba EMI (TOCP7984) - Formato: CD                | –  | –  | –  | –  | –   |                |
| Trailer Park                                                       | - Lanzamiento: 1996 (UK) - Discográfica: Heavenly, Dedicated (HVNLP17CD) - Formatos: CD, DD, LP                  | 68 | –  | –  | –  | –   |                |
| Central Reservation                                                | - Lanzamiento: 9 de marzo de 1999 (UK) - Discográfica: Heavenly, Dedicated (HVNLP22CD) - Formatos: CD, DD, LP    | 17 | 37 | 35 | –  | 110 |                |
| Daybreaker                                                         | - Lanzamiento: 16 de julio de 2002 (UK) - Discográfica: Heavenly, Astralwerks (HVNLP37CD) - Formatos: CD, DD, LP | 8  | 14 | 29 | 17 | 40  | - BPI: Platino |
| Comfort of Strangers                                               | - Lanzamiento: 7 de febrero de 2006 (UK) - Discográfica: EMI, Astralwerks (3534012) - Formatos: CD, DD, LP       | 24 | 40 | –  | 51 | 92  |                |
| Sugaring Season                                                    | - Lanzamiento: 1 de octubre de 2012 (UK) - Discográfica: ANTI-, Epitaph (271182) - Formatos: CD, DD, LP          | 26 | –  | –  | –  | 90  |                |
| "—" denota que no entró en ese chart o no fue lanzado en ese país. | |    |    |    |    |     |                |

### Álbumes recopilatorios
| The Other Side of Daybreak                                         | - Lanzamiento: 2 de septiembre de 2003 (US) - Discográfica: Astralwerks, EMI (ASC92266) - Formatos: CD, DD | –  |
| Pass in Time: The Definitive Collection                            | - Lanzamiento: 7 de octubre de 2003 (UK) - Discográfica: Heavenly, BMG (HVNLP45CD) - Formatos: CD, DD      | 45 |
| "—" denota que no entró en ese chart o no fue lanzado en ese país. | |    |

### EP
| Título                       | Álbum |
| ---------------------------- | --- |
| Best Bit (con Terry Callier) | - Lanzamiento: 29 de noviembre de 1997 (UK) - Discográfica: Heavenly, Dedicated (HVN72CD) - Formato: CD     |
| Concrete Sky                 | - Lanzamiento: 15 de julio de 2002 (UK) - Discográfica: Heavenly, Astralwerks (HVN115CD) - Formatos: CD, DD |
| Discover Beth Orton          | - Lanzamiento: 25 de julio de 2008 (UK) - Discográfica: Sony BMG - Formato: DD                              |

### Singles

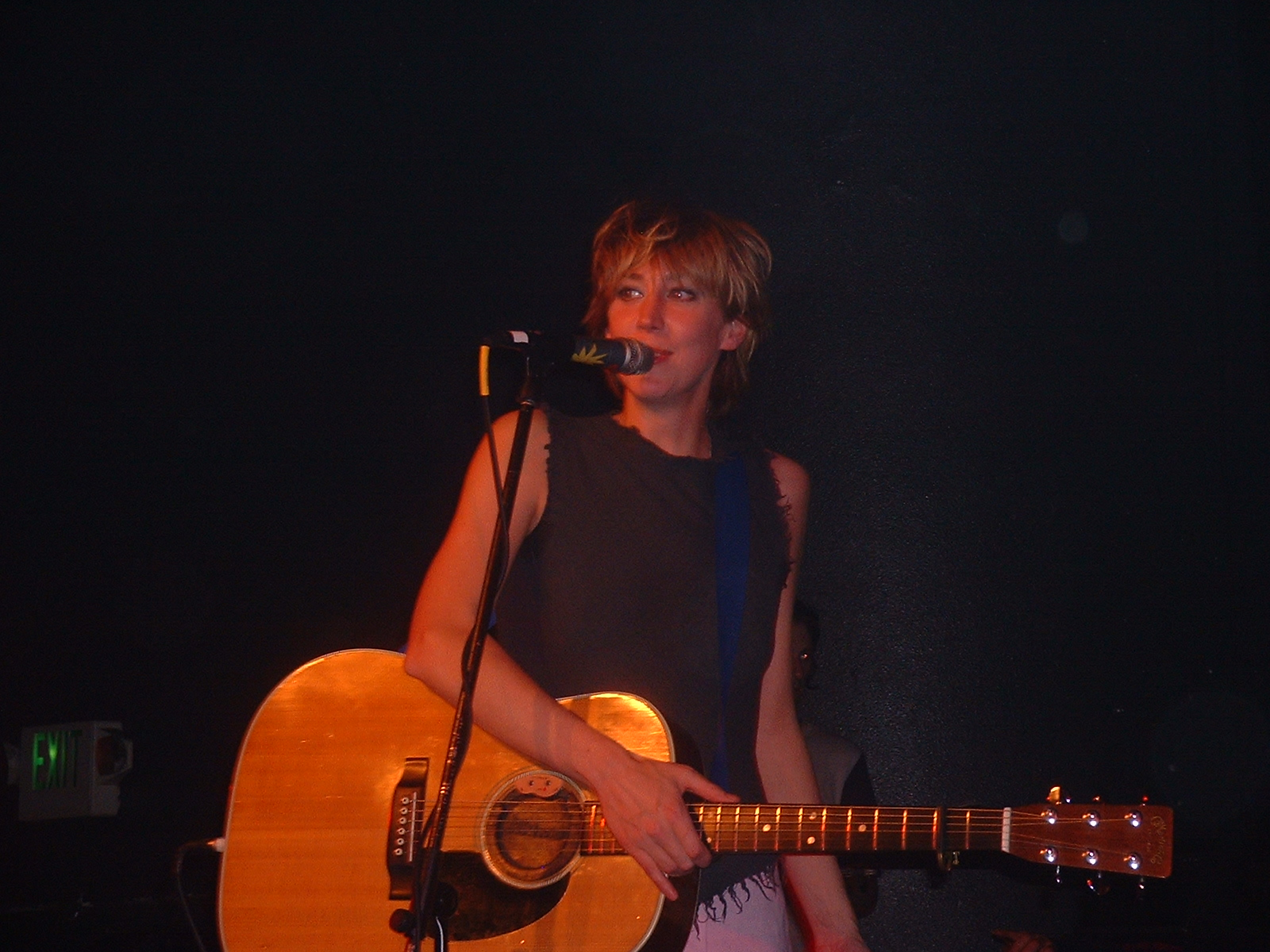
Beth Orton en Seatle en 2002

| "Don't Wanna Know 'Bout Evil" (con William Orbit)                  | 1993 | –  | –  | –  | Superpinkymandy      |
| "She Cries Your Name"                                              | 1996 | 40 | –  | –  | Trailer Park         |
| "Touch Me with Your Love"                                          | 1997 | 60 | –  | –  | Trailer Park         |
| "Someone´s Daughter"                                               | 1997 | 49 | –  | –  | Trailer Park         |
| "Best Bit"                                                         | 1997 | 36 | –  | –  | Best Bit             |
| "Stolen Car"                                                       | 1999 | 34 | –  | 32 | Central Reservation  |
| "Central Reservation"                                              | 1999 | 37 | 43 | –  | Central Reservation  |
| "Concrete Sky"                                                     | 2002 | –  | –  | –  | Daybreaker           |
| "Anywher"                                                          | 2002 | 55 | –  | –  | Daybreaker           |
| "Thinking About Tomorrow"                                          | 2003 | 57 | –  | –  | Daybreaker           |
| "Conceived"                                                        | 2005 | 44 | –  | –  | Comfort of Strangers |
| "Shopping Trolley"                                                 | 2006 | 87 | –  | –  | Comfort of Strangers |
| "Heart of Soul"                                                    | 2006 | –  | –  | –  | Comfort of Strangers |
| "Something More Beautiful"                                         | 2012 | –  | –  | –  | Sugaring Season      |
| "Magpie"                                                           | 2012 | –  | –  | –  | Sugaring Season      |
| "Call Me the Breeze"                                               | 2012 | –  | –  | –  | Sugaring Season      |
| "—" denota que no entró en ese chart o no fue lanzado en ese país. |      |    |    |    |                      |

### Singles promocionales
| Título                            | Año  | Álbum        |
| --------------------------------- | ---- | ------------ |
| "I Wish I Never Saw the Sunshine" | 1996 | Trailer Park |
| "Carmella"                        | 2002 | Daybreaker   |

### Singles como invitada
| "Dice" (Finley Quaye y William Orbit)                              | 2004 | —   | —  | Much More Than Much Love  |
| "Sing" (Annie Lennox junto a varios artistas)                      | 2007 | 161 | 18 | Songs of Mass Destruction |
| "—" denota que no entró en ese chart o no fue lanzado en ese país. |      |     |    |                           |

### Otras apariciones
| Título                            | Año  | Artista                          | Álbum                                                               |
| --------------------------------- | ---- | -------------------------------- | ------------------------------------------------------------------- |
| "Water From a Vine Leaf"          | 1993 | William Orbit                    | Strange Cargo III                                                   |
| "Snapper"                         | 1994 | Red Snapper                      | Snapper EP                                                          |
| "In Deep"                         | 1994 | Red Snapper                      | The Swank EP                                                        |
| "Alive Alone"                     | 1995 | The Chemical Brothers            | Exit Planet Dust                                                    |
| "Kiss of the Bee"                 | 1995 | William Orbit                    | Strange Cargo Hinterland                                            |
| "Million Town"                    | 1995 | William Orbit                    | Strange Cargo Hinterland                                            |
| "She Cries Your Name"             | 1995 | William Orbit                    | Strange Cargo Hinterland                                            |
| "Where Do I Begin"                | 1997 | The Chemical Brothers            | Dig Your Own Hole                                                   |
| "Love Can Do"                     | 1999 | Terry Callier                    | Lifetime                                                            |
| "Beautiful Way"                   | 1999 | Beck                             | Midnite Vultures                                                    |
| "Untouchable Part 2"              | 2001 | Princess Superstar               | Princess Superstar Is                                               |
| "Brown Sugar"                     | 2001 | Ryan Adams                       | Gimme Shelter Vol. 1                                                |
| "The State We're In"              | 2002 | The Chemical Brothers            | Come with Us                                                        |
| "O-o-h Child"                     | 2003 | —                                | Hope                                                                |
| "Wild World"                      | 2003 | —                                | How to Deal Soundtrack                                              |
| "Thinking About Tomorrow"         | 2003 | —                                | How to Deal Soundtrack                                              |
| "Inside"                          | 2004 | New Buffalo                      | The Last Beautiful Day                                              |
| "Sisters of Mercy"                | 2006 | —                                | Leonard Cohen: I'm Your Man                                         |
| "Frankie"                         | 2006 | —                                | The Harry Smith Project: Anthology of American Folk Music Revisited |
| "Katie Cruel"                     | 2006 | Bert Jansch and Devendra Banhart | The Black Swan                                                      |
| "Watch the Stars"                 | 2006 | Bert Jansch and Kevin Barker     | The Black Swan                                                      |
| "When the Sun Comes Up"           | 2006 | Bert Jansch                      | The Black Swan                                                      |
| "What a Wonderful World"          | 2008 | —                                | Winter Wonderland                                                   |
| "I Me Mine" / "Dig It"            | 2010 | —                                | Let It Be Revisited                                                 |
| "You Better Mind"                 | 2010 | Sam Amidon                       | I See the Sign                                                      |
| "Superstar" / "Diamonds and Rust" | 2011 | Justin Vivian Bond               | Dendrophilia                                                        |

### Vídeos musicales
| Título                       | año  | Director(s)    |
| ---------------------------- | ---- | -------------- |
| "She Cries Your Name"        | 1996 | Ellen Nolan    |
| "Touch Me With Your Love"    | 1997 | Ellen Nolan    |
| "Someone's Daughter"         | 1997 | —              |
| "Best Bit"                   | 1997 | Steve Hanft    |
| "Stolen Car"                 | 1999 | Hal Hartley    |
| "Central Reservation"        | 1999 | Hal Hartley    |
| "Concrete Sky" (Version one) | 2002 | Mike Mills     |
| "Concrete Sky" (Version two) | 2002 | Gina Birch     |
| "Anywhere"                   | 2002 | Intro          |
| "Conceived"                  | 2005 | Huse Monfaradi |
| "Shopping Trolley"           | 2006 | Karni and Saul |
| "Something More Beautiful"   | 2012 | —              |
| "Magpie"                     | 2012 | Arni & Kinski  |

## Filmografía
- Southlander (2001) - Rocket